# Ю А Ін
Ом Хон Сік (кор. 엄홍식, 嚴弘植, нар. 6 жовтня 1986, Тегу, Республіка Корея), більш відомий за псевдонімом Ю А Ін (кор. 유아인, 劉亞仁) — південнокорейський актор, галерист та креативний директор.
В Україні прославився завдячуючи виходу у світ серіалу «Поклик пекла» від «Netflix», в якому зіграв головну роль.

## Життєпис
Ом Хон Сік народився 6 жовтня 1986 року в місті Тегу.
З початком акторської кар'єри взяв сценічне ім'я Ю А Ін. Розпочав 2003 року зі знімання у рекламних роліках та епізодичної ролі у серіалі. У наступні декілька років А Ін отримував другорядні ролі у серіалах та рекламував шкільну форму та молодіжний одяг. З початком впізнаваності на вулицях, він вирішив зробити перерву та пропав з поля зору на деякий час. Молодий актор засумнівався в собі, у тому чи вірний він обрав життєвий шлях та чи готовий до життя актора. Після тривалих роздумів вирішив повернутися у професію та знявся у низькобюджетному фільмі «Хлопчики завтра» прем'єра якого відбулася у жовтні 2006 року на Пусанському кінофестивалі.
Проривною у акторській кар'єрі А Іна стала роль у історичному серіалі «Колотнеча в Сон Кюн Кван» (2010). Роль непередбачуванного молодого учня Сонгюнгвана, що вночі бореться з корупцією впливового дворянства, зробила його популярним актором. 2011-го отримав головну роль у фільмі «Удар кулаком», який став одним з найпопулярніших фільмів року у Кореї і його показали на Берлінському кінофестивалі.
Успішним як у кіно так і на телебаченні для актора став 2015 рік. Роль нахабного молодого мільйонера у фільмі «Ветеран» та принця Садо в однойменному фільмі, принесли А Іну численні нагороди престижних кінофестивалів. Також високі рейтинги зібрав історичний телесеріал «Шість літаючих драконів», головну роль в якому отримав А Ін. У тому ж році корейська версія журналу «Forbes» назвала актора другою найвпливовішою зіркою року у Кореї.
У 2018 році актор зіграв головну роль у фільмі «Горіння» режисера Лі Чхан Дона, прем'єра якого відбулася на Канському кінофестивалі.

## Інша діяльність
Крім знімання у фільмах та серіалах А Ін приділяє багато уваги благодійним проєктам. 2013 року він підтримав та передав кошти фонду що бореться з неправильним харчуванням дітей, у 2015 році він провів благодійний ярмарок частина виручених коштів була перерахована фонду боротьби з лейкемією у дітей. 2016 року А Ін передав приблизно 34 000 доларів на придбання квитків у музеї для дітей.

## Проблеми зі здоров'ям
У 2017 році у А Іна виявили доброякісну пухлину кістки, через що актор отримав відстрочку від військової служби. Влітку того ж року агенти актора оголосили що А Іна звільнили від проходження обов'язкової військової служби за висновками п'яти медичних комісій

## Фільмографія

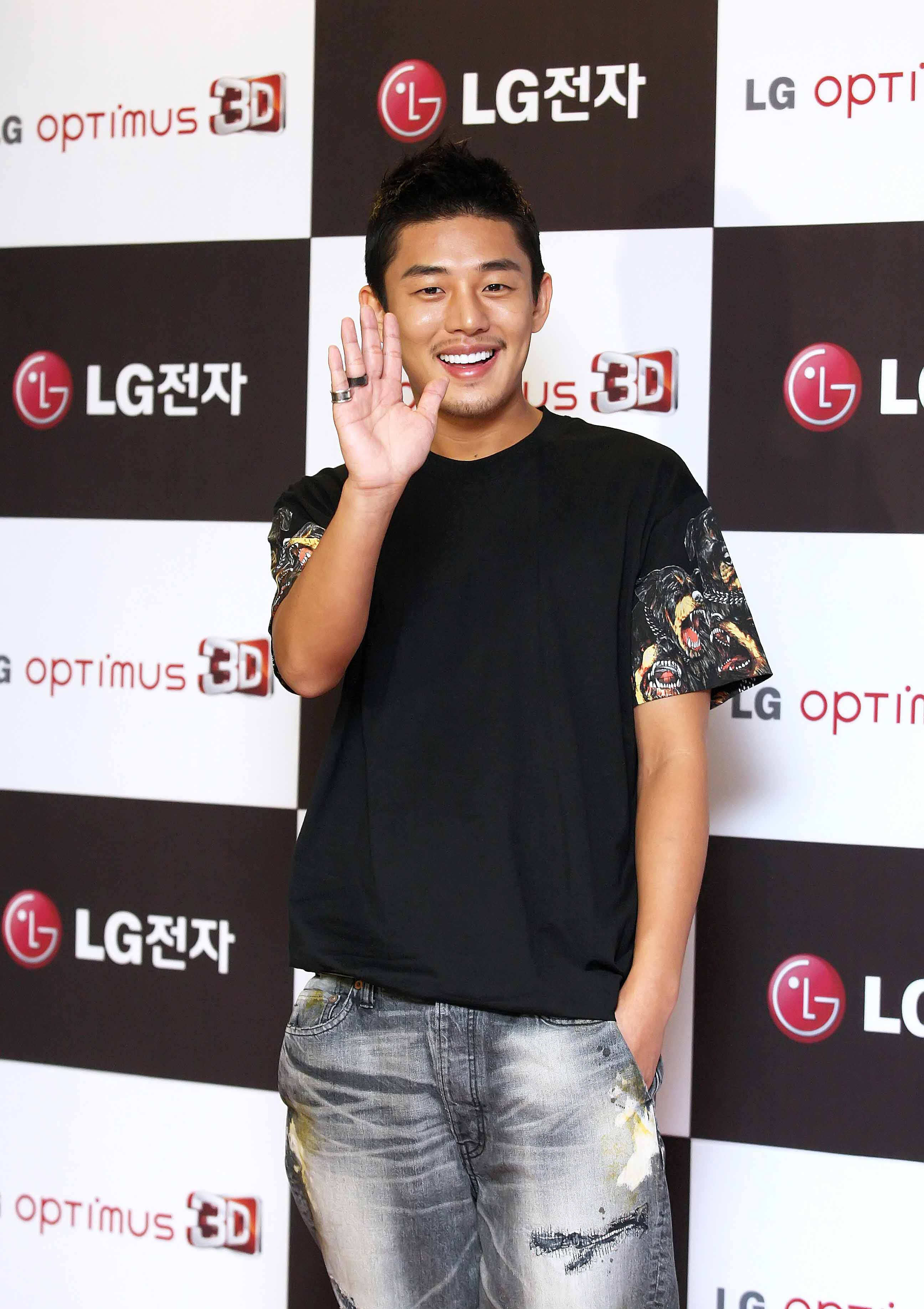
Ю А Ін у 2011 році

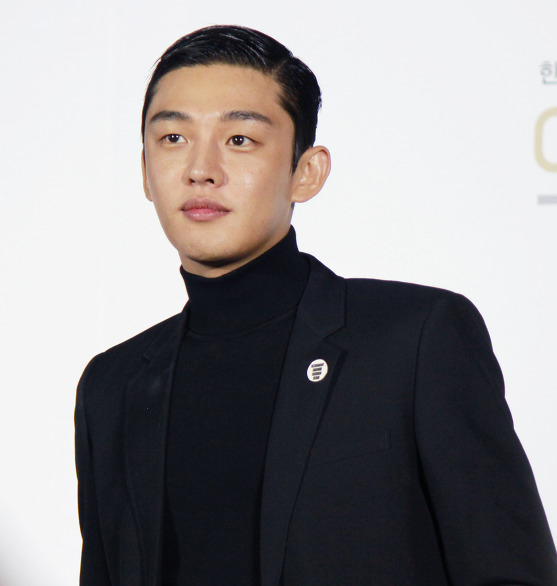
Ю А Ін у 2015 році

### Телевізійні серіали
| Рік       | Назва                            | Роль                                         | Мережа  |
| --------- | -------------------------------- | -------------------------------------------- | ------- |
| 2003      | «Чесне життя»                    | людина № 2 (епізодична роль, 164 серія)      | SBS     |
| 2004-2005 | «Гострий 1»                      | Ю А Ін                                       | KBS2    |
| 2004      | «Квітневий поцілунок»            | 16-ти річний Кан Чесоб                       | KBS2    |
| 2005      | «Шиин і Суха» (спеціальна драма) | Лі Мінсук                                    | KBS2    |
| 2008      | «Найсильніший Чхіль У»           | Хьоксан / Кім Хьок                           | KBS2    |
| 2009      | «Той, хто не може одружитися»    | Пак Хьонкю                                   | KBS2    |
| 2010      | «Скандал в Сонгюнгвані»          | Мун Чесін                                    | KBS2    |
| 2012      | «Король моди»                    | Кан Йонггюль                                 | SBS     |
| 2013      | «Чан Ок Чон: Життя в коханні»    | король Сукчон                                | SBS     |
| 2014      | «Таємний зв'язок»                | Лі Сондже                                    | jTBC    |
| 2014      | «Відкриття кохання»              | учень-столяр (камео, 16 серія)               | KBS2    |
| 2015-2016 | «Шість літаючих драконів»        | Лі Банвон                                    | SBS     |
| 2016      | «Нащадки сонця»                  | робітник банка Ум Хьон Сік (камео, 13 серія) | KBS2    |
| 2017      | «Чиказька друкарська машинка»    | Хан Седжу / Со Хвійон                        | tvN     |
| 2021      | «Поклик пекла»                   | Чон Чін Су                                   | Netflix |

### Фільми
| Рік  | Назва                                                                 | Роль                 |
| ---- | --------------------------------------------------------------------- | -------------------- |
| 2007 | «Скелети в шафі»                                                      | Шим Йонте            |
| 2007 | «Хлопчики завтра»                                                     | Чон Чонде            |
| 2008 | «Антикварна пекарня»                                                  | Ян Кі Бьом           |
| 2009 | «Небо і океан»                                                        | Чінгу                |
| 2011 | «Удар кулаком»                                                        | До Ван Дик           |
| 2013 | «Жорсткий, як залізо»                                                 | Кан Чхоль            |
| 2014 | «Супутникова дівчина та молочна корова» (анімаційний фільм)           | Ко Кьон Чхун (голос) |
| 2014 | «Елегантна брехня»                                                    | Чу Сан Бак           |
| 2015 | «Ветеран»                                                             | Чо Тео               |
| 2015 | «Садо»                                                                | кронпринц Садо       |
| 2016 | «Лайк за лайк»                                                        | Но Чін У             |
| 2016 | «CCRT Aerospace: серія перша: Інший простір» (Короткометражний фільм) | чоловік              |
| 2018 | «Горіння»                                                             | Чон Су               |
| 2018 | Дефолт                                                                | Юн Чон Хак           |
| 2020 | «#Живий»                                                              | О Чжун У             |
| 2020 | «Голос мовчання»                                                      | Те Ін                |

## Нагороди
| Рік  | Нагорода                                                                            | Категорія                                                         | Робота                        | Результат | Примітки |
| ---- | ----------------------------------------------------------------------------------- | ----------------------------------------------------------------- | ----------------------------- | --------- | -------- |
| 2004 | Премія Gonews Netizen Entertainment                                                 | Найкращий новий актор серіалу                                     | «Гострий 1»                   | Номінація |          |
| 2007 | 8-ма Премія Пусанських кінокритиків                                                 | Найкращий новий актор                                             | «Хлопчики завтра»             | Перемога  |          |
| 2007 | 3-й Молодіжний кінофестиваль                                                        | Найкращий новачок травня                                          | «Хлопчики завтра»             | Перемога  |          |
| 2007 | 3-й Молодіжний кінофестиваль                                                        | Найкращий новий актор                                             | «Хлопчики завтра»             | Перемога  |          |
| 2007 | 28-а Кінопремія Блакитний дракон                                                    | Найкращий новий актор                                             | «Скелети в шафі»              | Номінація |          |
| 2008 | 11-та Премія режисерів                                                              | Найкращий новий актор                                             | «Антикварна пекарня»          | Перемога  |          |
| 2010 | 5-та A-Awards                                                                       | Нагорода за стиль                                                 |                               | Перемога  | [ 15 ]   |
| 2010 | 24-та Премія KBS драма                                                              | Найкращий новий актор                                             | «Скандал в Сонгюнгвані»       | Номінація |          |
| 2010 | 24-та Премія KBS драма                                                              | Нагорода Netizen (актори)                                         | «Скандал в Сонгюнгвані»       | Номінація |          |
| 2010 | 24-та Премія KBS драма                                                              | Найкраща пара разом з Сон Чжун Кі                                 | «Скандал в Сонгюнгвані»       | Перемога  | [ 16 ]   |
| 2011 | 5-та Премія Mnet 20's Choice                                                        | Hot 20's Voice                                                    |                               | Перемога  | [ 17 ]   |
| 2011 | 5-та Премія Mnet 20's Choice                                                        | Hot Style Icon                                                    |                               | Номінація |          |
| 2011 | 4-та Премія Ікона стилю                                                             | Bonsang (Головний приз)                                           |                               | Перемога  |          |
| 2012 | 3-я Кінопремія KOFRA                                                                | Нагорода відкриття                                                | «Удар кулаком»                | Перемога  | [ 18 ]   |
| 2012 | 6-та Премія Mnet 20's Choice                                                        | 20-ка кінозірок чоловіків                                         | «Удар кулаком»                | Номінація | [ 19 ]   |
| 2012 | 6-та Премія Mnet 20's Choice                                                        | 20-ка стильних зірок                                              |                               | Номінація | [ 19 ]   |
| 2012 | 21-а Кінопремія Buil                                                                | Найкращий актор                                                   | «Удар кулаком»                | Номінація |          |
| 2012 | 20-та Премія SBS драма                                                              | Нагорода за високу майстерність (актор мінісеріалу)               | «Король моди»                 | Номінація |          |
| 2012 | 20-та Премія SBS драма                                                              | Найкраща пара разом з Сін Се Кьон                                 | «Король моди»                 | Номінація |          |
| 2013 | 9-а Премія екології та суспільства Кореї                                            | Людина що робить світ яскравішим (Категорія трансляція / розваги) |                               | Перемога  | [ 20 ]   |
| 2013 | 21-а Премія SBS драма                                                               | Нагорода за високу майстерність (актор серіалу)                   | «Чан Ок Чон: Життя в коханні» | Номінація | [ 21 ]   |
| 2013 | 21-а Премія SBS драма                                                               | Найкраща пара разом з Кім Те Хі                                   | «Чан Ок Чон: Життя в коханні» | Номінація | [ 21 ]   |
| 2014 | 50-та Премія Пексан                                                                 | Найкращий актор телебачення                                       | «Таємний зв'язок»             | Номінація | [ 22 ]   |
| 2014 | 7-а Премія корейської драми                                                         | Нагорода за високу майстерність (актор)                           | «Таємний зв'язок»             | Номінація |          |
| 2014 | 3-я Зіркова премія APAN                                                             | Нагорода за високу майстерність (актор мінісеріалу)               | «Таємний зв'язок»             | Номінація |          |
| 2015 | 3-я Премія азійських зірок Marie Claire (20-й Пусанський міжнародний кінофестиваль) | Азійська зірка року                                               | «Ветеран»                     | Перемога  | [ 23 ]   |
| 2015 | 15-й Корейський всесвітній юнацький кінофестиваль                                   | Фаворитний актор                                                  | «Ветеран»                     | Перемога  | [ 24 ]   |
| 2015 | 35-та Премія корейської асоціації кінокритиків                                      | Найкращий актор                                                   | «Ветеран»                     | Номінація |          |
| 2015 | 35-та Премія корейської асоціації кінокритиків                                      | Найкращий актор                                                   | «Садо»                        | Номінація |          |
| 2015 | 52-а Премія Grand Bell                                                              | Найкращий актор                                                   | «Ветеран»                     | Номінація | [ 25 ]   |
| 2015 | 52-а Премія Grand Bell                                                              | Найкращий актор                                                   | «Садо»                        | Номінація | [ 25 ]   |
| 2015 | 36-та Кінопремія Блакитний дракон                                                   | Найкращий актор                                                   | «Садо»                        | Перемога  | [ 26 ]   |
| 2015 | 1-а Премія Fashionista                                                              | Найкращий модник у кіно (Перший приз)                             | «Ветеран»                     | Перемога  | [ 27 ]   |
| 2015 | 1-а Премія Fashionista                                                              | Best Fashionista (чоловіки)                                       |                               | Номінація | [ 27 ]   |
| 2015 | 10-а A-Awards                                                                       | Нагорода за стиль                                                 |                               | Перемога  | [ 28 ]   |
| 2015 | 5-а Премія артист року SACF                                                         | Нагорода за мистецтвознавство у кінофільмах                       | «Ветеран», «Садо»             | Перемога  | [ 29 ]   |
| 2015 | 21-а Премія Cine 21 Movie                                                           | Найкращий актор                                                   | «Ветеран», «Садо»             | Перемога  | [ 30 ]   |
| 2015 | 4-та Премія CFDK                                                                    | Фешн ікона                                                        |                               | Перемога  | [ 31 ]   |
| 2015 | Премія Корейської асоціації кіноакторів                                             | Топ зірка                                                         | «Ветеран», «Садо»             | Перемога  | [ 32 ]   |
| 2015 | 23-тя Премія SBS драма                                                              | Головний приз (Daesang)                                           | «Шість літаючих драконів»     | Номінація | [ 33 ]   |
| 2015 | 23-тя Премія SBS драма                                                              | Нагорода за високу майстерність (актор серіалу)                   | «Шість літаючих драконів»     | Перемога  | [ 33 ]   |
| 2015 | 23-тя Премія SBS драма                                                              | Топ-10 зірок                                                      | «Шість літаючих драконів»     | Перемога  | [ 33 ]   |
| 2015 | 23-тя Премія SBS драма                                                              | Найкраща пара разом з Сін Се Кьон                                 | «Шість літаючих драконів»     | Перемога  | [ 33 ]   |
| 2015 | 23-тя Премія SBS драма                                                              | Нагорода від продюсерів                                           | «Шість літаючих драконів»     | Номінація | [ 33 ]   |
| 2016 | InStyle Star Icon                                                                   | Найкращий актор кіно                                              | «Ветеран», «Садо»             | Номінація |          |
| 2016 | 7-а Кінопремія KOFRA                                                                | Найкращий актор                                                   | «Садо»                        | Перемога  | [ 34 ]   |
| 2016 | 11-та Премія Max Movie                                                              | Найкращий актор                                                   | «Ветеран»                     | Перемога  | [ 35 ]   |
| 2016 | 8-а Премія Ікона стилю                                                              | Bonsang (головний приз)                                           |                               | Перемога  | [ 36 ]   |
| 2016 | 10-та Премія азійських фільмів                                                      | Наступне покоління                                                | «Ветеран», «Садо»             | Перемога  | [ 37 ]   |
| 2016 | 21--а Премія Chunsa Film Art                                                        | Найкращий актор                                                   | «Садо»                        | Перемога  | [ 38 ]   |
| 2016 | 36-та Премія Золотий кінематограф                                                   | Найкращий актор                                                   | «Ветеран»                     | Перемога  | [ 39 ]   |
| 2016 | 52-га Премія Пексан                                                                 | Найкращий кіноактор                                               | «Садо»                        | Номінація |          |
| 2016 | 52-га Премія Пексан                                                                 | Найкращий актор телебачення                                       | «Шість літаючих драконів»     | Перемога  |          |
| 2016 | 11-та Сеульська міжнародна премія драми                                             | Найкращий актор                                                   | «Шість літаючих драконів»     | Номінація |          |
| 2016 | 7-а Корейська премія популярної культури та мистецтв                                | Нагорода від прем'єр-міністра                                     |                               | Перемога  | [ 40 ]   |
| 2016 | 1-а Премія азійський артист                                                         | Головний приз (Daesang), (телевізійна драма)                      | «Шість літаючих драконів»     | Номінація |          |
| 2016 | 16-й Корейський всесвітній юнацький кінофестиваль                                   | Фаворитний актор                                                  | «Лайк за лайк»                | Перемога  | [ 41 ]   |
| 2017 | 5-та Премія Annual DramaFever                                                       | Найкращий актор                                                   | «Шість літаючих драконів»     | Номінація |          |
| 2017 | 19-та Премія корейської асоціації фешн-фотографів                                   | Фотогенічна людина року                                           |                               | Перемога  | [ 42 ]   |
| 2018 | 27-мма Кінопремія Buil                                                              | Найкращий актор                                                   | «Горіння»                     | Номінація | [ 43 ]   |
| 2018 | 55-та Премія Grand Bell                                                             | Найкращий актор                                                   | «Горіння»                     | Номінація | [ 44 ]   |
| 2018 | 2-а Сеульська премія                                                                | Найкращий актор кіно                                              | «Горіння»                     | Номінація | [ 45 ]   |
| 2018 | 39-та Кінопремія Блакитний дракон                                                   | Найкращий актор                                                   | «Горіння»                     | Номінація | [ 46 ]   |
| 2018 | Нью-Йорк таймс                                                                      | Найкращі актори 2018 року                                         | «Горіння»                     | 9 місце   | [ 47 ]   |
| 2018 | The Playlist                                                                        | Найкращі вистави 2018 року                                        | «Горіння»                     | 8 місце   | [ 48 ]   |
| 2018 | Esquire                                                                             | 13 Great Movie Performances From 2018                             | «Горіння»                     | 8 місце   | [ 49 ]   |
| 2021 | Азійська кінопремія                                                                 | Найкращий актор                                                   | «Голос тиші»                  | Перемога  | [ 50 ]   |